# Herrenkrug-Eisenbahnbrücke
Die Herrenkrug-Eisenbahnbrücke in Magdeburg-Herrenkrug überspannt die Elbe bei Stromkilometer 329,56. Das Bauwerk gehört zur Bahnstrecke Berlin–Magdeburg und das östliche Brückenende befindet sich bei Streckenkilometer 137,370. Die Brücke entstand in den Jahren 1869 bis 1872 bei der Neutrassierung der Eisenbahnstrecke im Rahmen des Neubaus des Magdeburger Hauptbahnhofs. Am 15. Mai 1873 wurde die Brücke in Betrieb genommen.

## Brücke von 1873

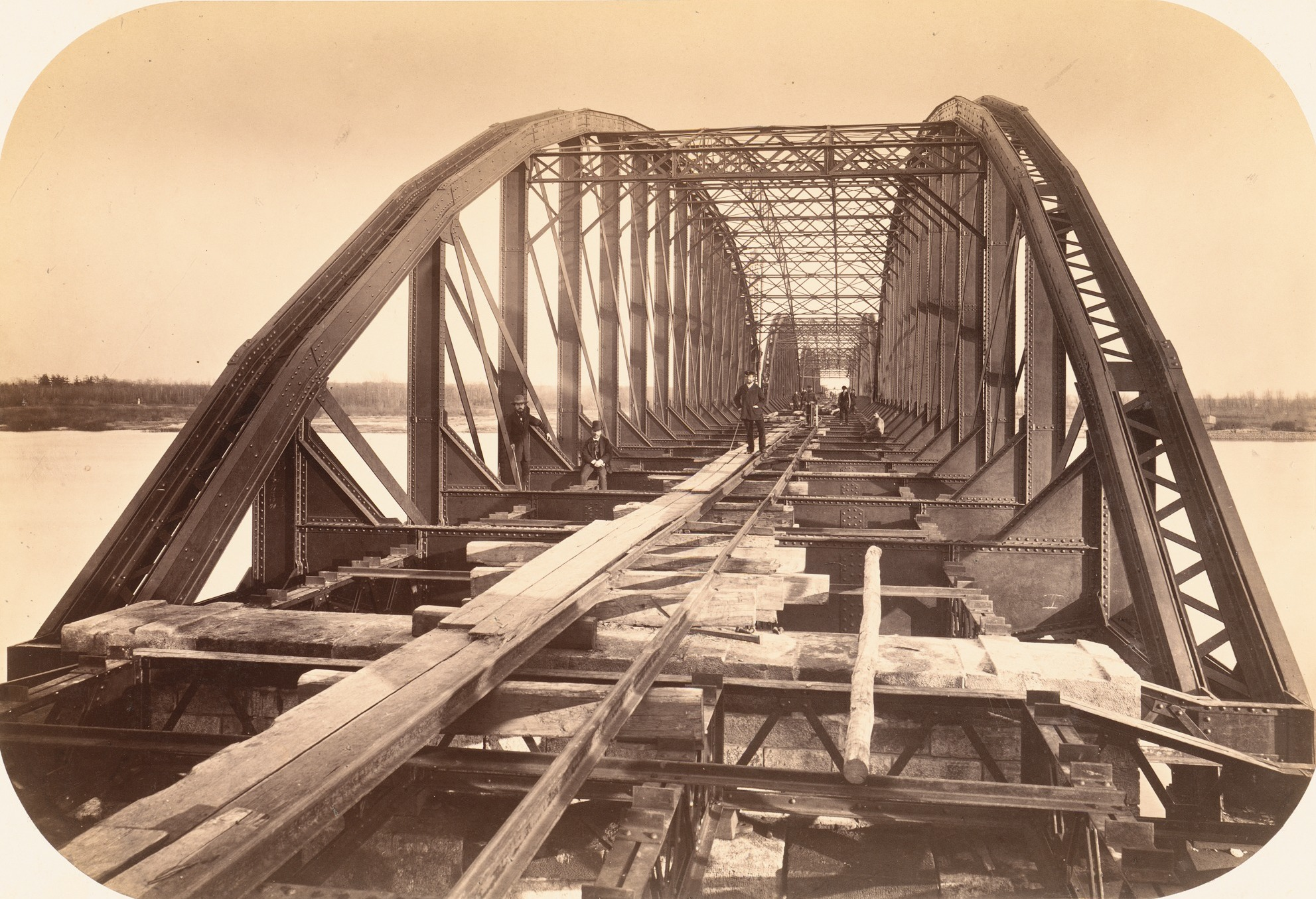
Bau der ersten Brücke

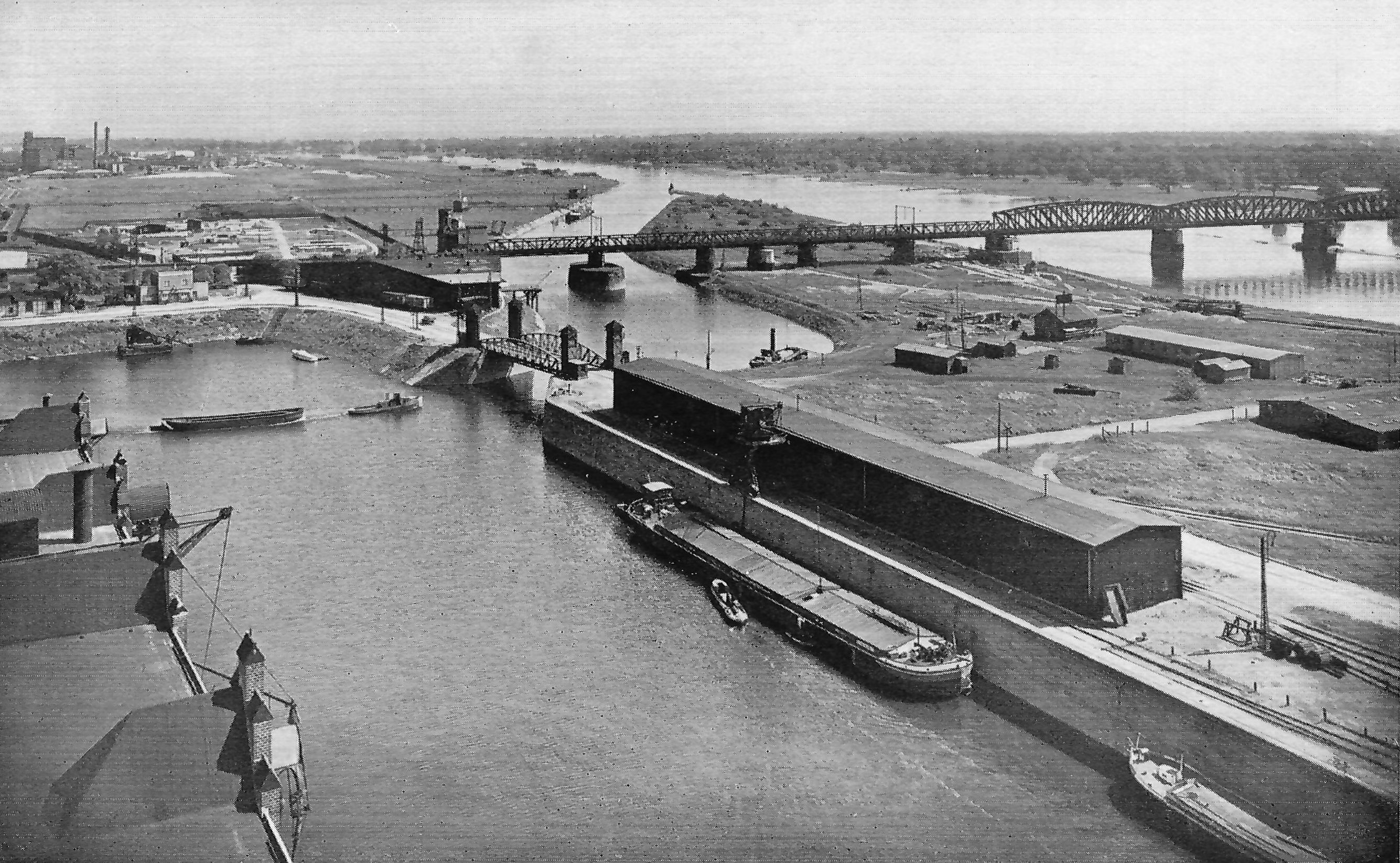
Westende der Brücke in den 1930er Jahren

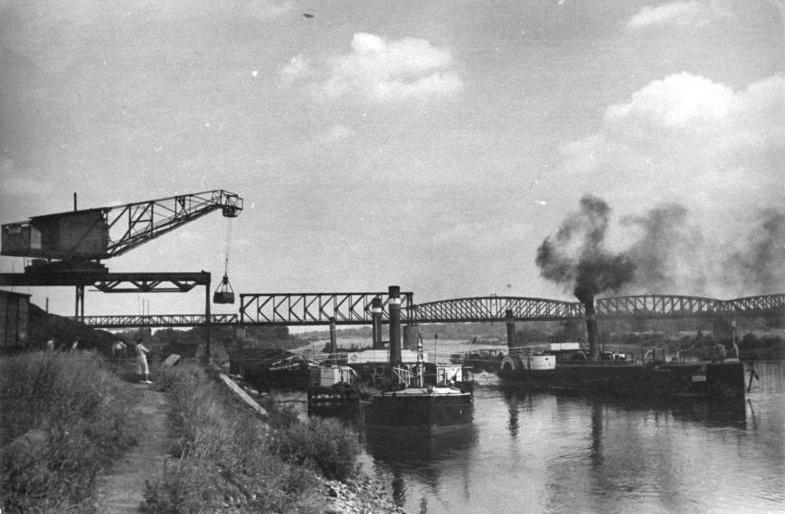
Herrenkrugbrücke 1951

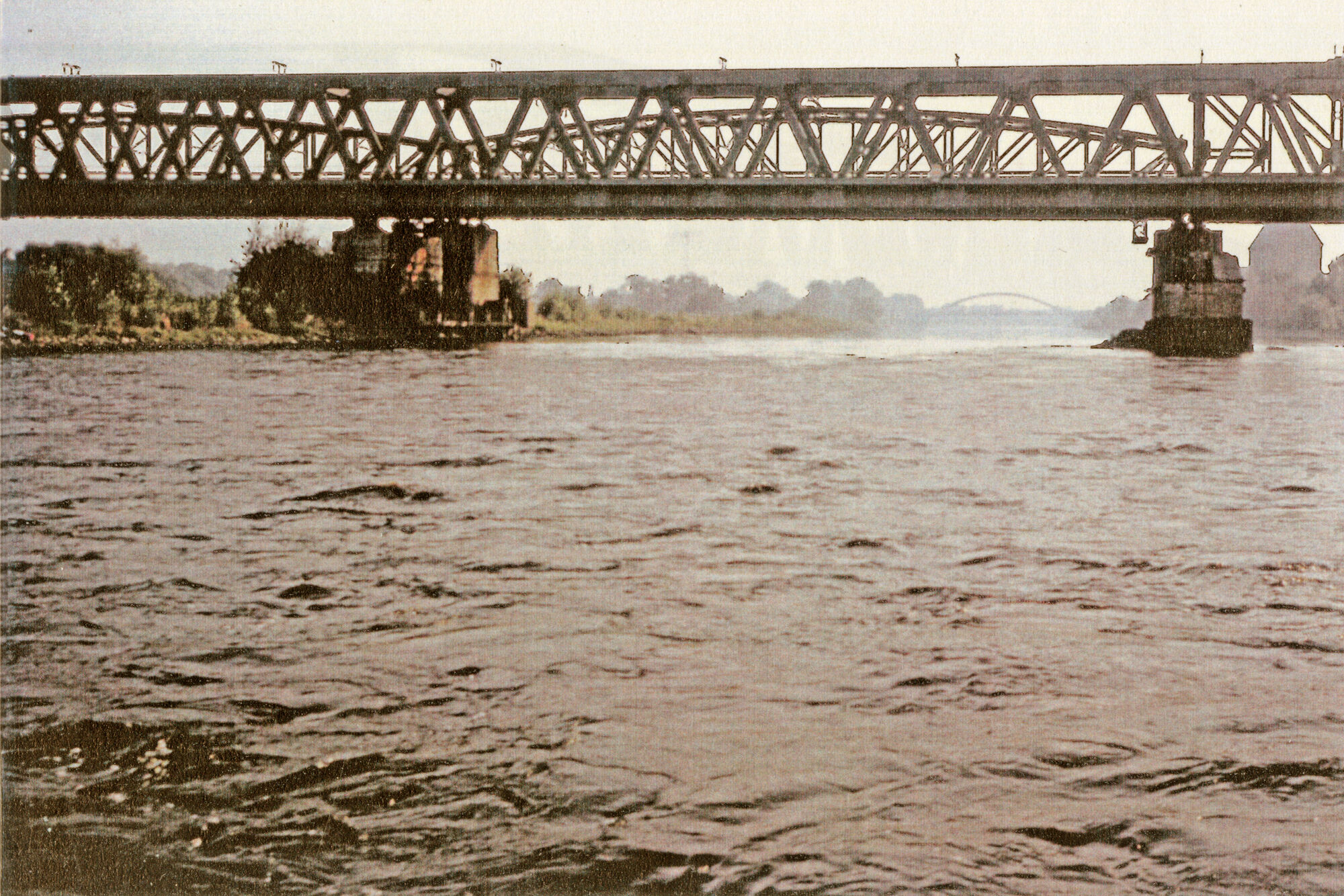
Blick auf die Herrenkrug-Eisenbahnbrücken von 1873 (hinten) und 1979 in Magdeburg

Das 714 m lange Bauwerk bestand über der Stromelbe und Alten Elbe aus fünf Hauptöffnungen mit jeweils 62,8 m Stützweite und im Westen über dem Handelshafen sowie im Osten über dem Vorland aus insgesamt zehn Nebenöffnungen mit 31,4 m Stützweite. Die zweigleisigen Überbauten waren Balkenbrücken mit Stahlfachwerkträgern und untenliegender Fahrbahn und wurden als Schwedlerträger ausgeführt. Es war auf den Ost-West-Verbindungen im Eisenbahnverkehr eine der wichtigsten Brücken über die Elbe. In den 1910er Jahren benutzen bis zu 125 Zugpaare täglich das Bauwerk. Am 18. April 1945 wurde die Brücke durch deutsche Truppen mit Sprengungen stark zerstört. Aber schon am 12. März 1946 konnte das wiederhergestellte Bauwerk nach umfangreichen Baumaßnahmen dem Verkehr übergeben werden.

## Brücke von 1979
Mitte der 1970er wurde die Eisenbahnbrücke durch einen rund 680 m langen Neubau ersetzt, der parallel zur alten Brücke auf der nördlichen Seite angeordnet wurde. Dieser besteht über der Elbe aus einem pfostenlosen, stählernen Strebenfachwerk mit unten liegender Fahrbahn und dem Durchlaufträger als Bauwerkssystem in Längsrichtung. Die Gleise sind bei einem Gleisabstand von 4,25 m ohne Schotterbett direkt auf der Brückenunterkonstruktion befestigt. Das Bauwerk weist fünf Öffnungen und Stützweiten von 135,1 m im mittleren Feld über der Stromelbe sowie 85,5 m in den restlichen vier Seitenfeldern auf. Das Fachwerk besitzt bei einem Knotenabstand von 9,5 m eine Systemhöhe von 10,0 m. Der Abstand der beiden vertikalen Fachwerkhauptträger beträgt 9,7 m. Der Fachwerk-Überbau hat eine Gesamtstützweite von 477,10 m. Die maximale Durchfahrtshöhe beträgt 6,14 m beim höchsten schiffbaren Wasserstand.
Das östliche Vorland wird mit einer Deckbrücke (Länge des Überbaus: 204,94 m) mit Blechträgern und obliegender Fahrbahn überspannt. Diese weist in Längsrichtung ebenfalls mit sechs Feldern von jeweils 33,6 m Stützweite den Durchlaufträger als Bauwerkssystem auf. Am 14. November 1979 wurde der zweigleisige Neubau in Betrieb genommen.
Die Streckenhöchstgeschwindigkeit auf der Brücke beträgt 100 km/h.

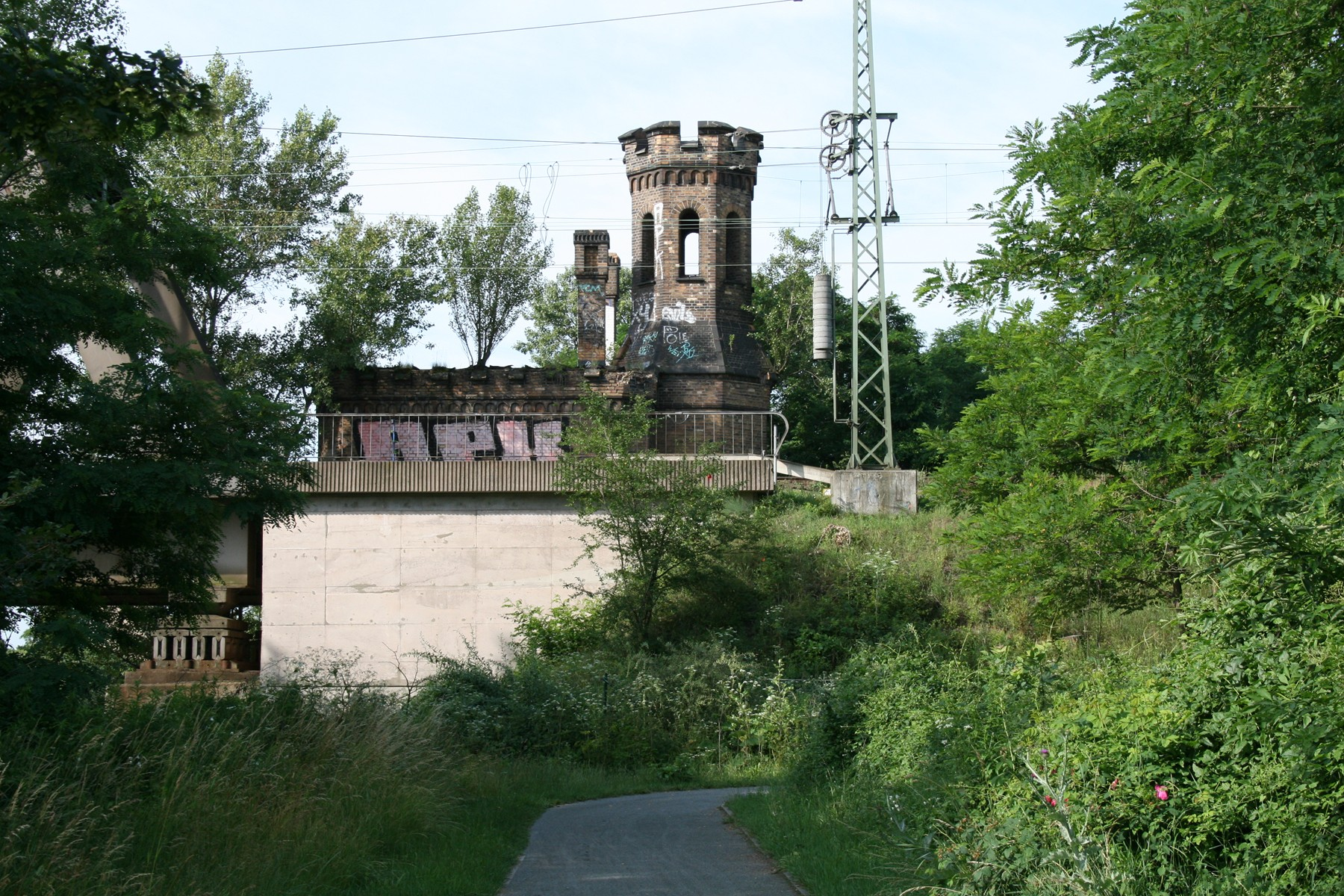
Reste des westlichen Brückenkopfes, 2011

Am 13. September 1987 wurde die Brücke durch das Entgleisen eines Waggons infolge verrutschter Ladung von drei Gusswalzen beschädigt. Dies führte zu einer starken Beschädigung einer Diagonalen, was einen eingleisigen Zugverkehr auf der Brücke zur Folge hatte. Die Instandsetzung des unteren Drittels der Diagonale durch abschnittsweisen Ersatz von zwei Stabhälften erfolgte innerhalb von drei Sperrpausen mit einer Dauer von maximal 16 Stunden.
Nach über 40-jähriger, intensiver Nutzung wurde die Herrenkrugbrücke von April bis September 2021 für eine Instandsetzung komplett gesperrt. Dabei wurden die infolge Alkali-Kieselsäure-Reaktionen stark beschädigten fünf Pfeiler der Brücke über dem Elbeflutgelände unter dem verbleibenden Überbau abgebrochen und neu errichtet. Außerdem wurden in Teilbereichen mit einer Fläche von rund 1800 m² der Anstrich im Sandstrahlverfahren entfernt und ein neuer Korrosionsschutzanstrich aufgebracht. Zusätzlich erfolgte der Austausch der herkömmlichen Brückenbalken aus Eiche gegen synthetische FFU-Kunstholzschwellen, auf denen die Schienen befestigt sind, der Schienen und der Oberleitungsanlage. Die Gesamtmaßnahme kostete rund 30 Millionen Euro.